# Vesac (Cantal)
Vézac és un municipi francès situat al departament de Cantal i a la regió d'Alvèrnia-Roine-Alps. L'any 2007 tenia 1.103 habitants.

## Demografia

### Població
El 2007 la població de fet de Vézac era de 1.103 persones. Hi havia 437 famílies de les quals 108 eren unipersonals (58 homes vivint sols i 50 dones vivint soles), 121 parelles sense fills, 162 parelles amb fills i 46 famílies monoparentals amb fills.
La població ha evolucionat segons el següent gràfic:
Habitants censats

### Habitatges
El 2007 hi havia 474 habitatges, 440 eren l'habitatge principal de la família, 22 eren segones residències i 12 estaven desocupats. 452 eren cases i 19 eren apartaments. Dels 440 habitatges principals, 373 estaven ocupats pels seus propietaris, 61 estaven llogats i ocupats pels llogaters i 5 estaven cedits a títol gratuït; 20 tenien dues cambres, 47 en tenien tres, 127 en tenien quatre i 246 en tenien cinc o més. 355 habitatges disposaven pel capbaix d'una plaça de pàrquing. A 159 habitatges hi havia un automòbil i a 226 n'hi havia dos o més.

### Piràmide de població
La piràmide de població per edats i sexe el 2009 era:
| Homes | Edats   | Dones |
| ----- | ------- | ----- |
| 0     | 95 o +  | 0     |
| 0     | 90 a 94 | 0     |
| 4     | 85 a 89 | 4     |
| 0     | 80 a 84 | 4     |
| 16    | 75 a 79 | 20    |
| 20    | 70 a 74 | 16    |
| 24    | 65 a 69 | 36    |
| 28    | 60 a 64 | 32    |
| 28    | 55 a 59 | 20    |
| 44    | 50 a 54 | 36    |
| 28    | 45 a 49 | 32    |
| 28    | 40 a 44 | 32    |
| 44    | 35 a 39 | 48    |
| 40    | 30 a 34 | 32    |
| 36    | 25 a 29 | 36    |
| 16    | 20 a 24 | 4     |
| 36    | 15 a 19 | 28    |
| 28    | 10 a 14 | 8     |
| 24    | 5 a 9   | 44    |
| 16    | 0 a 4   | 32    |

## Economia
El 2007 la població en edat de treballar era de 715 persones, 556 eren actives i 159 eren inactives. De les 556 persones actives 520 estaven ocupades (293 homes i 227 dones) i 35 estaven aturades (11 homes i 24 dones). De les 159 persones inactives 64 estaven jubilades, 48 estaven estudiant i 47 estaven classificades com a «altres inactius».

### Ingressos
El 2009 a Vézac hi havia 427 unitats fiscals que integraven 1.078 persones, la mediana anual d'ingressos fiscals per persona era de 18.024 €.

### Activitats econòmiques
Dels 33 establiments que hi havia el 2007, 2 eren d'empreses extractives, 1 d'una empresa alimentària, 9 d'empreses de construcció, 7 d'empreses de comerç i reparació d'automòbils, 3 d'empreses de transport, 3 d'empreses d'hostatgeria i restauració, 4 d'empreses de serveis, 3 d'entitats de l'administració pública i 1 d'una empresa classificada com a «altres activitats de serveis».
Dels 11 establiments de servei als particulars que hi havia el 2009, 1 era un taller de reparació d'automòbils i de material agrícola, 2 paletes, 3 guixaires pintors, 1 fusteria, 1 lampisteria, 1 electricista i 2 restaurants.
Dels 3 establiments comercials que hi havia el 2009, 2 eren botiges de menys de 120 m² i 1 una fleca.
L'any 2000 a Vézac hi havia 19 explotacions agrícoles que ocupaven un total de 1.392 hectàrees.

## Equipaments sanitaris i escolars
El 2009 hi havia una escola elemental.

## Poblacions més properes
El següent diagrama mostra les poblacions més properes.